# DBC交通消息
《DBC交通消息》曾是香港數碼廣播的一個電台廣播節目，於2012年2月27日至10月10日，逢星期一至五早上及下午時段隨新聞後播出，主要由「阿通」主持。而在「阿通」休假期間，交通消息則由「大眼妹」或Patrick主持。

## 節目編排及內容
數碼電台於2012年2月27日起，於逢星期一至五上班日的早上8時至9時30分、下午5時30分至7時播出交通消息，主要報道紅磡海底隧道及香港島干諾道中、東區走廊的交通情況，早上時段亦會報道大埔公路沙田段、獅子山隧道及大老山隧道沙田往九龍方向的交通情況。每節節目為時約兩分鐘，在節目結束時，會播出此節目的口號「資訊最全面，活現在眼前」。
與一般電台或電視台以直接敍述路面交通，或以採用香港運輸署所發報的標準新聞稿不同，主持人往往將當時最熱門的新聞話題與交通情況一併結合，例如政治話題、突發新聞或娛樂新聞等，使本來單調乏味的交通消息變得相當鬼馬活潑，成功吸引了聽眾的注意，亦因而罕有地建立了一批聽眾源，並得到媒體間的正面評論。甚至數碼電台同時為此節目設Facebook版面，以加強與聽眾的互動，並不時轉載由運輸署所發出的《交通通告》。
受數碼電台停播事件影響，此節目於2012年10月10日起暫停播出。2013年1月DBC復播後，由於「阿通」隨鄭經瀚轉至D100電台，加上復播後只維持有限度的直播節目，因此交通消息亦改回以傳統讀稿的方式，由報導新聞的報導員兼任，即使及後開設新聞台，亦未有改變這種運作模式，只是增加了提供交通消息的時段，每半小時提供1節交通消息報導。

## 外部連結
- DBC交通消息Facebook版面